# Drumcondra

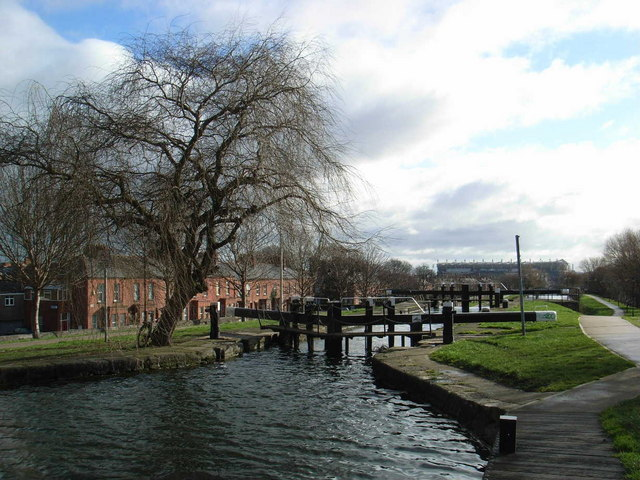
Der Royal Canal in Drumcondra

Drumcondra (irisch: Droim Conrach, d. h. Conra-Bergrücken) ist ein Stadtteil im Norden von Dublin in Irland. Er steht unter der Verwaltung des Dublin City Council. Der Fluss Tolka und der Royal Canal führen durch den Stadtteil. 
Offiziell (gem. dem Local Government (Dublin) Act von 1930, First Schedule, Teil I) ist das Gebiet von Drumcondra Rural in folgende Townlands aufgeteilt: Clonturk, Furrypark, Hampstead Hill, Hampstead South, Killester North, North Bull, Puckstown und Sibylhill. Teil II listet ferner Killester Demesne, Harmonstown und Artaine South als weitere Unterteilungen.

## Bekannte Gebäude
- Drumcondra Castle (ChildVision)
- Drumcondra House
- Belvedere House
- Hampton Lodge (Carmelite Convent)

## Sportvereine

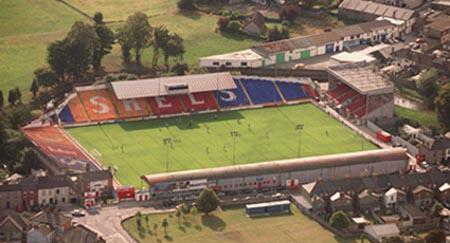
Fußballstadion Tolka Park in Drumcondra

- Shelbourne F.C.
- Drumcondra FC (1928–1972)

## Persönlichkeiten
- Róisín Shortall (* 1954), Politikerin